# Pfeiffera brevispina
A Pfeiffera brevispina egy levélszerű hajtásokkal rendelkező epifita kaktusz.

## Jellemzői
Szára többé-kevésbé felemelkedő, hajtásvégei csüngők. 80–200 cm magas. Tőből és ágain elágazódó, szegmensei 2 élűek, 15–35 mm szélesek, 3–5 mm vastagok a tövüknél, máshol 15 mm vastagok, végei lekerekítettek. A szegmensek élei hullámosak, karéjosak, az epidermisz lágy tapintású, világoszöld. Areolái 5–30 mm távolságban állnak, a karéjok sinushullámainak tövén. Az areolákat sűrű sárgásfehér gyapjúszerű serték borítják. Tövisei 1-1,5 mm hosszúak, később megbarnulók. Virágai magánosak, enyhén visszahajló szirmúak, 10 mm hosszúak, a receptaculum 4–5 mm hosszú, sárgászöld. A szirmok szélesre nyílnak, krémszínűek. Porzószálai 2,5–3 mm hosszúak, krémsárgák. A bibe 4-4,25 mm hosszú, 4-5 lobusban végződik. Termése 6–8 mm széles bogyó, színe kezdetben fehér, de az éréssel átlátszóvá válik. Magjai tojásdad alakúak, sötétbarnák.

## Elterjedése
Peru, Amazonas, Chachapoyas tartomány, Cerro Calla Calla, 42 km-re a csúcstól, 21 km-re Balsas-tól (típus), Junin tartomány, 1700–2000 m tengerszint feletti magasságban terresztrikus.

## Rokonsági viszonyai
Az Acanthorhipsalis subgenus tagja.
R. Bauer mutatott rá, hogy a Rhipsalis rio-campanensis Mads. et al. néven leírt faj megegyezik ezzel a taxonnal, miszerint elterjedése kiterjed Ecuador területére is.